# Faberia lancifolia
Faberia lancifolia là một loài thực vật có hoa trong họ Cúc. Loài này được J.Anthony mô tả khoa học đầu tiên năm 1934.